# Univerzitet Džons Hopkins
Univerzitet Džons Hopkins (engl. Johns Hopkins University) je privatni istraživački univerzitet u Baltimoru, Merilend. Osnovan 1876. godine, ovaj univerzitet je nazvan po svom prvom donatoru, američkom preduzetniku, abolicionisti, i filantropu Džonsu Hopkinsu. Njegova donacija od sedam miliona dolara (oko $181,4 miliona dolara u današnjim dolarima) - od čega je polovina korištena za finansiranje osnivanja bolnice Džons Hopkins - bila je najveći filantropski dar u istoriji SAD do tog vremena. Danijel Koit Gilman, koji je inauguriran kao prvi predsednik ustanove 22. februara 1876. godine, predvodio je univerzitet tako da ova ustanova revolucionisala visoko obrazovanje u SAD integracijom nastave i istraživanja. Zahvaljujući usvajanju koncepta diplomske škole od drevnog nemačkog univerziteta u Hajdelbergu, Univerzitet Džons Hopkins se danas smatra prvim istraživačkim univerzitetom u Sjedinjenim Državama. Tokom perioda od nekoliko decenija, univerzitet je predvodio sve američke univerzitete u pogledu godišnjih troškove istraživanja i razvoja. U fiskalnoj godini 2016, Džons Hopkins je utrošio gotovo 2,5 milijardi dolara na istraživanja.
Džons Hopkins je organizovan u 10 divizija na kampusima u Merilendu i Vašingtonu, i sa međunarodnim centrima u Italiji, Kini i Singaporu. Dve dodiplomske divizije, Zanvil Krigerova škola umetnosti i nauke i Vitingova škola inženjerstva, nalaze se na Homvud kampusu u Baltimorskoj četvrti Čarlsovo selo. Medicinska škola, Škola za medicinske sestre i Blumbergova škola javnog zdravlja nalaze se u kampusu medicinskih ustanova u istočnom Baltimoru. Univerzitet se sastoji od Pibodi instituta, Laboratorije za primenjenu fiziku, Škole naprednih međunarodnih studija Pola H. Ničea, Škole za obrazovanje, Kerijeve poslovne škole i raznih drugih objekata.
Džons Hopkins je bio osnivački član Američkog udruženja univerziteta. Tokom više od 140 godina, 37 dobitnika Nobelove nagrade i 1 dobitnik Fildsove medalje su bili povezani sa Džons Hopkinsom. Osnovan 1883, tim Blu Džejs za muški lakros je osvojio 44 nacionalne titule i igra u Konferenciji velikih deset kao pridruženi član od 2014. godine.

## Istorija

### Osnivanje
Nakon svoje smrti 1873. godine, Džons Hopkins, kvekerski preduzetnik, abolicionista i neženja bez dece, ostavio je 7 miliona dolara (oko 136,7 miliona dolara danas prilagođenih inflaciji potrošačkih cena) za financiranje bolnice i univerziteta u Baltimoru, u Merilendu. U to vreme ovo bogatstvo, nastalo prvenstveno od Baltimor i Ohajo željeznice, bilo je najveći filantropski dar u istoriji Sjedinjenih Država, a zadužbina je tada bila najveća u Americi. Do 2020. se pretpostavljalo da je Hopkins vatreni abolicionista, sve dok istraživanje koja je škola izvršila u njegovoj evidenciji popisa stanovništva u Sjedinjenim Državama nije otkrilo da je tvrdio da poseduje najmanje pet kućnih robova u desetogodišnjim popisima iz 1840. i 1850. godine.
Prvo ime filantropa Džona Hopkinsa je prezime njegove prabake, Margaret Džons, koja se udala za Džerarda Hopkinsa. Nazvali su svog sina Džons Hopkins, koji je imenovao svog sina Samjuel Hopkins. Samjuel je imenovao jednog od svojih sinova po svom ocu i taj sin bi postao dobrotvor univerziteta. Milton Ajzenhauer, bivši predsednik univerziteta, jednom je govorio na konvenciji u Pitsburgu, gde ga je organizator ceremonije predstavio kao „predsednika Džon Hopkinsa”. Ajzenhauer je odgovorio da mu je „drago što je ovde u Pitburgu”.
Prvobitna uprava odlučila se za potpuno novi univerzitetski model posvećen otkrivanju znanja na naprednom nivou, proširujući praksu tadašnje Nemačke. Oslanjajući se na Humboltov model visokog obrazovanja, nemački obrazovni model Vilhelma fon Humbolta, ustanova je postala posvećena istraživanju. Naročito je univerzitet u Hajdelbergu i njegova duga akademska istorija istraživanja bila uzor po kome je nova institucija bila modelovana. Tako je Džons Hopkins postao model modernog istraživačkog univerziteta u Sjedinjenim Državama. Njegov uspeh je vremenom pomerio visoko obrazovanje u Sjedinjenim Državama sa fokusa na podučavanju otkrivenih i/ili primenjenih znanja na naučna otkrića novih znanja.

### 19. vek
Poverenici su radili zajedno sa četiri istaknuta predsednika univerziteta, Čarlsom V. Eliotom sa Univerziteta Harvard, Endrjuom D. Vajtom sa Univerziteta Kornel, Noem Porterom sa Jejl koledža i Džejmsom B. Anđelom sa Univerziteta u Mičigenu. Svaki od njih je podržao Danijela Kojta Gilmana da vodi novi univerzitet i on je postao prvi predsednik univerziteta. Gilman, naučnik obrazovan na Jejlu, bio je predsednik Kalifornijskog univerziteta u Berkliju pre ovog imenovanja. Pripremajući se za osnivanje univerziteta, Gilman je posetio Univerzitet u Frajburgu i druge nemačke univerzitete.
Gilman je pokrenuo ono što su mnogi u to vreme smatrali smelim i neviđenim akademskim eksperimentom za spajanje nastave i istraživanja. On je odbacio ideju da se ta dva aspekta međusobno isključuju: „Najbolji nastavnici su obično oni koji su slobodni, kompetentni i voljni da urade originalna istraživanja u biblioteci i laboratoriji“, naveo je on. Da bi sproveo svoj plan, Gilman je angažovao međunarodno poznate istraživače, uključujući matematičara Džejmsa Džozefa Silvestera; biologa H. Nevel Martina; fizičara Henri A. Roulanda, prvog predsednika Američkog fizičkog društva, klasičare Bejsil Gildersliva i Čarls D. Morisa; ekonomistu Ričarda T. Elija; i hemičara Ajru Remsena, koji je postao drugi predsednik univerziteta 1901. godine.
Gilman se fokusirao na proširenje diplomskog obrazovanja i podršku fakultetskom istraživanju. Novi univerzitet je spojio napredne stipendije sa profesionalnim školama kao što su medicina i inženjering. Hopkins je postao nacionalni trendseter doktorskih programa i domaćin brojnih naučnih časopisa i udruženja. Univerzitetska štampa Džons Hopkins, osnovana 1878. godine, najstarija je američka univerzitetska štamparija koja neprekidno radi.
Sa završetkom Džons Hopkins bolnice 1889. i medicinske škole 1893. godine, univerzitetski način nastave fokusiran na istraživanje ubrzo je počeo da privlači svetski poznate članove fakulteta koji će postati glavne ličnosti u novoj oblasti akademske medicine, uključujući Vilijama Oslera, Vilijama Halsteda, Hauard Kelija i Vilijam Velča. Studenti su dolazili iz celog sveta da studiraju na Džons Hopkinsu i vraćali se u svoju zemlju da služe svojoj naciji, uključujući dr Harija Čunga (r. 1872) koji je služio kao diplomata u dinastiji Mandžu i prvi sekretar u Sjedinjenim Državama. Tokom ovog perioda Hopkins je ostao zabeležen u istoriji po tome što je postao prva medicinska škola koja je primala žene na ravnopravnoj osnovi sa muškarcima i koja je zahtevala diplomu, na osnovu napora Meri E. Geret, koja je dala donaciju školi na Gilmanov zahtev. Medicinska škola je bila prva američka medicinska škola sa zajedničkim obrazovanjem, diplomirana medicinska škola, i postala je prototip za akademsku medicinu koja je naglašavala samostalno učenje, istraživačke projekte i laboratorijsku obuku.
U svom testamentu i u uputstvima poverenicima univerziteta i bolnice, Hopkins je tražio da se obe institucije izgrade na ogromnom zemljištu njegovog imanja u Baltimoru, Klifton. Kada je Gilman preuzeo predsedničku funkciju, odlučio je da bi bilo najbolje da zadužbinu univerziteta iskoristi za regrutovanje osoblja i studenata, odlučivši da, kako je parafrazirano, „gradi ljude, a ne zgrade“. U svom testamentu Hopkins je uslovio da nijedna njegova zadužbina ne treba da se koristi za gradnju; u tu svrhu mogla se koristiti samo kamata na glavnicu. Nažalost, akcije Baltimorske i ohajske železnice, koje su trebale da stvore najveći deo prihoda, postale su gotovo bezvredne ubrzo nakon Hopkinsove smrti. Tako je prvi dom univerziteta bio u centru Baltimora, što je odlagalo planove za postavljanje univerziteta u Kliftonu.

## Spoljašnje veze
- Zvanični veb-sajt

1. ↑  „Classics in the History of Psychology -- Watson & Rayner (1920)”. psychclassics.yorku.ca. Архивирано из оригинала 24. 04. 2024. г. Приступљено 2024-04-25.